# 100 éxitos inolvidables de la Huambaly
100 éxitos inolvidables de la Huambaly es un álbum cuádruple de grandes éxitos editado por la Orquesta Huambaly. Este álbum del conjunto chileno es una recopilación hecha en 2006 por EMI Odeon de 100 temas interpretados por la orquesta entre 1956 y 1962, años en los que estuvo principalmente activa la banda de música tropical y jazz.
En abril de 2008, la edición chilena de la revista Rolling Stone situó a este álbum como el 39.º mejor disco chileno de todos los tiempos.

## Lista de canciones

### Disco 1
1. A rivederci Roma
2. Agustina de Aragón
3. Air express
4. Arroz con palito
5. Así soy yo
6. Ave María lola
7. Ay mama Inés
8. Baila merecumbé
9. Bésala
10. Cachito
11. Calculadora
12. Calypso
13. Cayetano baila
14. Cerca de mí
15. Cha cha cha bar
16. Cha cha cha del tránsito
17. Cha cha cha chabela
18. Cha cha cha dior
19. Compadre Pedro Juan
20. Concierto para ritmo
21. Corazón caprichoso
22. Corazón de melón
23. Cumbara, cumbara
24. Cumpai José
25. Déle música maestro.

### Disco 2
1. Dilema para tambores
2. El bodeguero
3. El castor ansioso
4. El embrollón
5. El guayabero
6. El lechero
7. El lorito y el carbón
8. El manisero
9. El merecumbé
10. El negro vacilador
11. El patito Barrabás
12. El yerbero moderno
13. Empezó la molienda
14. Envidias
15. Eso necesito
16. Estréchame en tu corazón
17. Gallo y gallina
18. Huambaly rock
19. Insólito
20. Juanita bonita
21. La blusa azul
22. La del vestido rojo
23. La media naranja
24. La radioactividad

25 Las mellizas
.                         26 La media rota

### Disco 3
1. Le grisbi
2. Lencalí -lencalie
3. Luna rossa (luna roja)
4. Ma' Catalina 2:32
5. Mala hierba
6. Mambo a la Huambaly
7. Mambo borracho
8. Mambo romántico
9. Mambo suave
10. Mammy
11. Manhattan spiritual
12. Mantecadito
13. Marcha del río Kwai
14. Me voy de aquí
15. Mi bumbané
16. Mi realidad
17. Muchacha bonita
18. No te vuelvas loco
19. Nos diremos adiós
20. Por medio peso
21. Por poco
22. Punto de partida
23. Qué dirá la gente
24. Qué más da
25. Quémame los ojos

### Disco 4
1. Que me digan feo
2. Rapsodia húngara
3. Ritmo de chunga
4. Rock del mono
5. Romanza en fa
6. Sabrosito así
7. Saca la botella
8. Serenata en cha cha cha
9. Serenata jazz
10. Silbando cha cha cha
11. Sixto, el caramelero
12. Solo estoy
13. Solo quiero un cha cha cha
14. Sombras al atardecer
15. Somos
16. Suavecito
17. Swingbaly
18. Tengo una esperancita
19. Todo en ti habla de amor
20. Triana
21. Tristeza
22. Ven morena
23. Verano
24. Virgen de la Macarena
25. Yo bailo mi cha cha cha.